# Lias (Gers)
Lias (gaskognisch Liars) ist eine französische Gemeinde mit 778 Einwohnern (Stand: 1. Januar 2022) im Département Gers in der Region Okzitanien. Sie gehört zum Arrondissement Auch und zum Kanton L’Isle-Jourdain. Die Einwohner werden Liassois genannt.

## Geografie
Lias liegt etwa 20 Kilometer westlich von Toulouse. Nachbargemeinden sind L’Isle-Jourdain im Norden und Nordwesten, Pujaudran im Norden und Nordosten, Fontenilles im Osten, Bonrepos-sur-Aussonnelle im Süden sowie Auradé im Westen.

## Bevölkerungsentwicklung
| Jahr                       | 1962 | 1968 | 1975 | 1982 | 1990 | 1999 | 2006 | 2017 |
| -------------------------- | ---- | ---- | ---- | ---- | ---- | ---- | ---- | ---- |
| Einwohner                  | 153  | 157  | 120  | 174  | 204  | 315  | 432  | 620  |
| Quellen: Cassini und INSEE |      |      |      |      |      |      |      |      |

## Sehenswürdigkeiten
- Kirche in Goudourville
- Kapelle Saint-Sébastien